# Русское кладбище Берлин-Тегель
Русское кладбище Берлин-Тегель (нем. Russischer Friedhof Berlin-Tegel) — русское православное кладбище в Берлине. Расположено на улице Витте в районе Тегель округа Райникендорф. Находится под управлением Свято-Князь-Владимирского братства.
Территория в два акра под кладбище куплена в октябре 1892 года Свято-Князь-Владимирским братством за 28 тысяч марок. Прежде православных христиан хоронили преимущественно на главном протестантском кладбище Берлина.
Кладбищенская церковь Святых равноапостольных Константина и Елены, отстроенная в 1894 году, является старейшей из трёх русских православных церквей в Берлине и единственной, при которой устроено кладбище, в Германии. Церковь с резной крышей и девятью колоколами стоит в промышленном районе недалеко от автострады Хольцхаузер Штрассе. Купола увенчаны православными крестами, возвышающимися над небольшими полумесяцами в память о древних сражениях.
Церковь спроектировал и построил прусский архитектор Альберт Бом. В конце XIX века двумя монастырями на горе Афон в дар церкви были преподнесены два восстановленных изображения Девы Марии. Царь Александр III отправил четыре тысячи тонн русской земли, чтобы умершие на чужбине соотечественники могли покоиться в родной земле. Церковь пребывала в заброшенности до 2005 года, когда её отреставрировали на частные пожертвования.
Список похороненных — см. Похороненные на кладбище Тегель. Из надгробных памятников первый по времени создания — композитору Михаилу Глинке; он был перенесён с первого места его захоронения (на берлинском лютеранском кладбище Троицы).

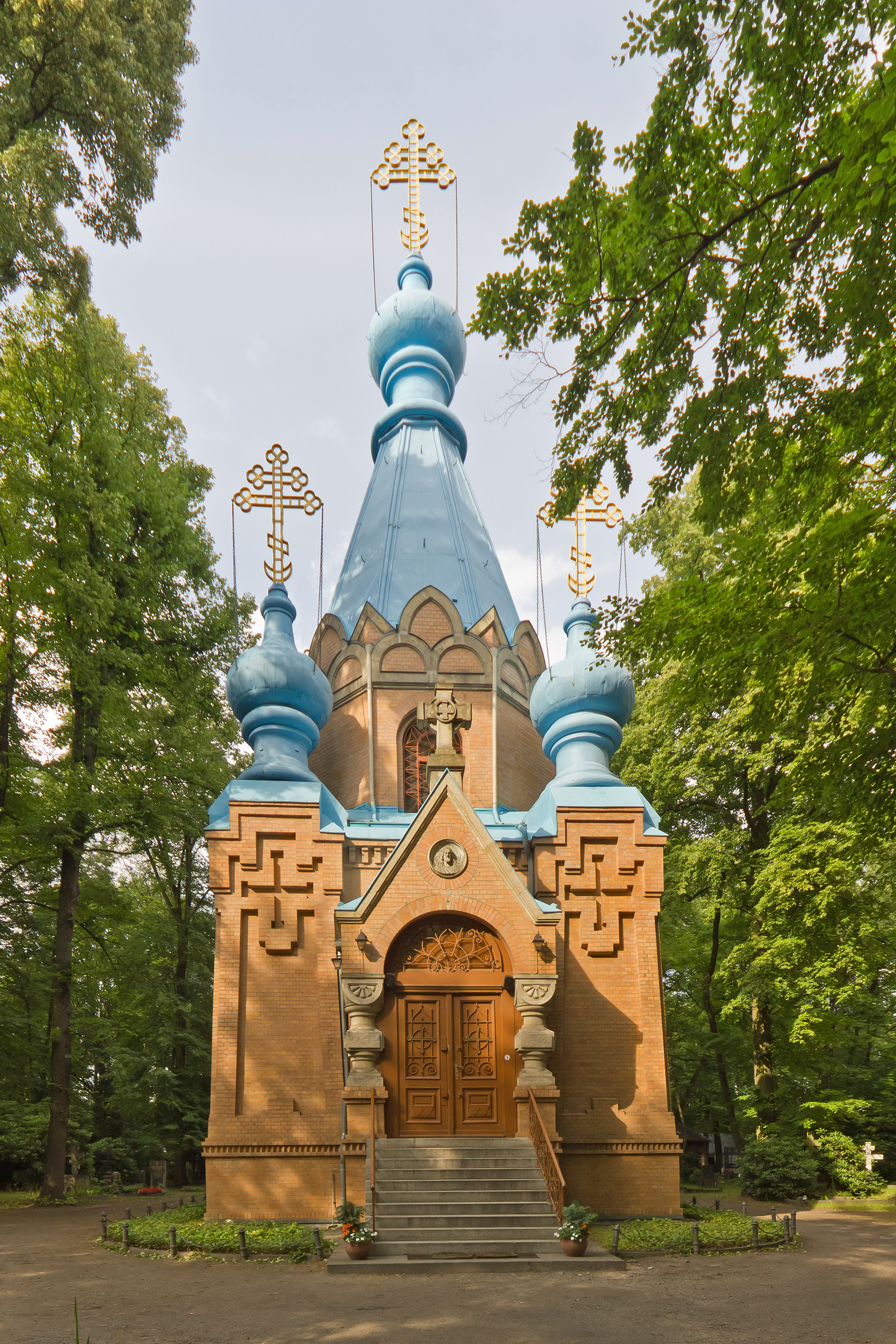
Кладбищенская церковь Святых равноапостольных Константина и Елены
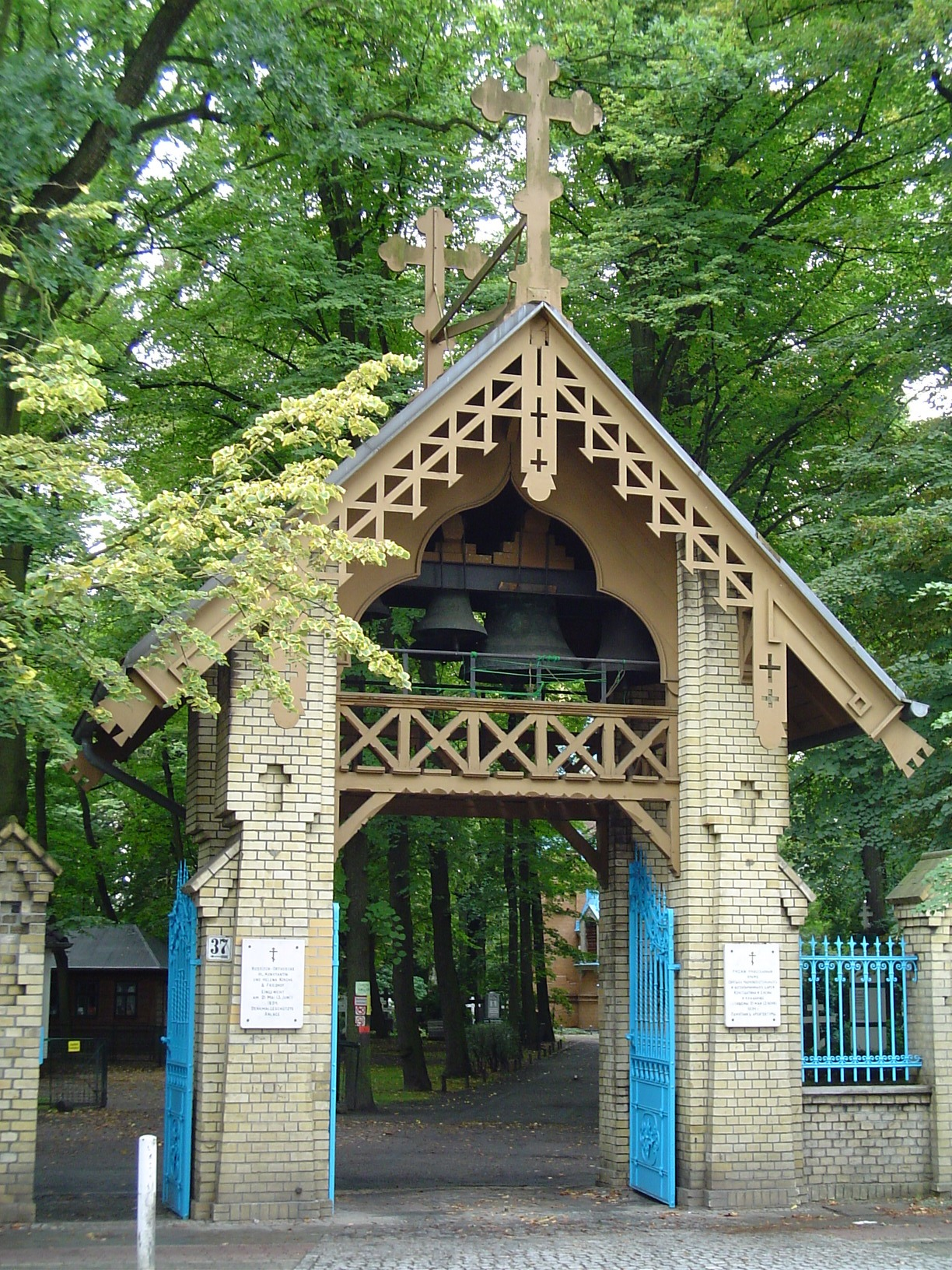
Главный вход
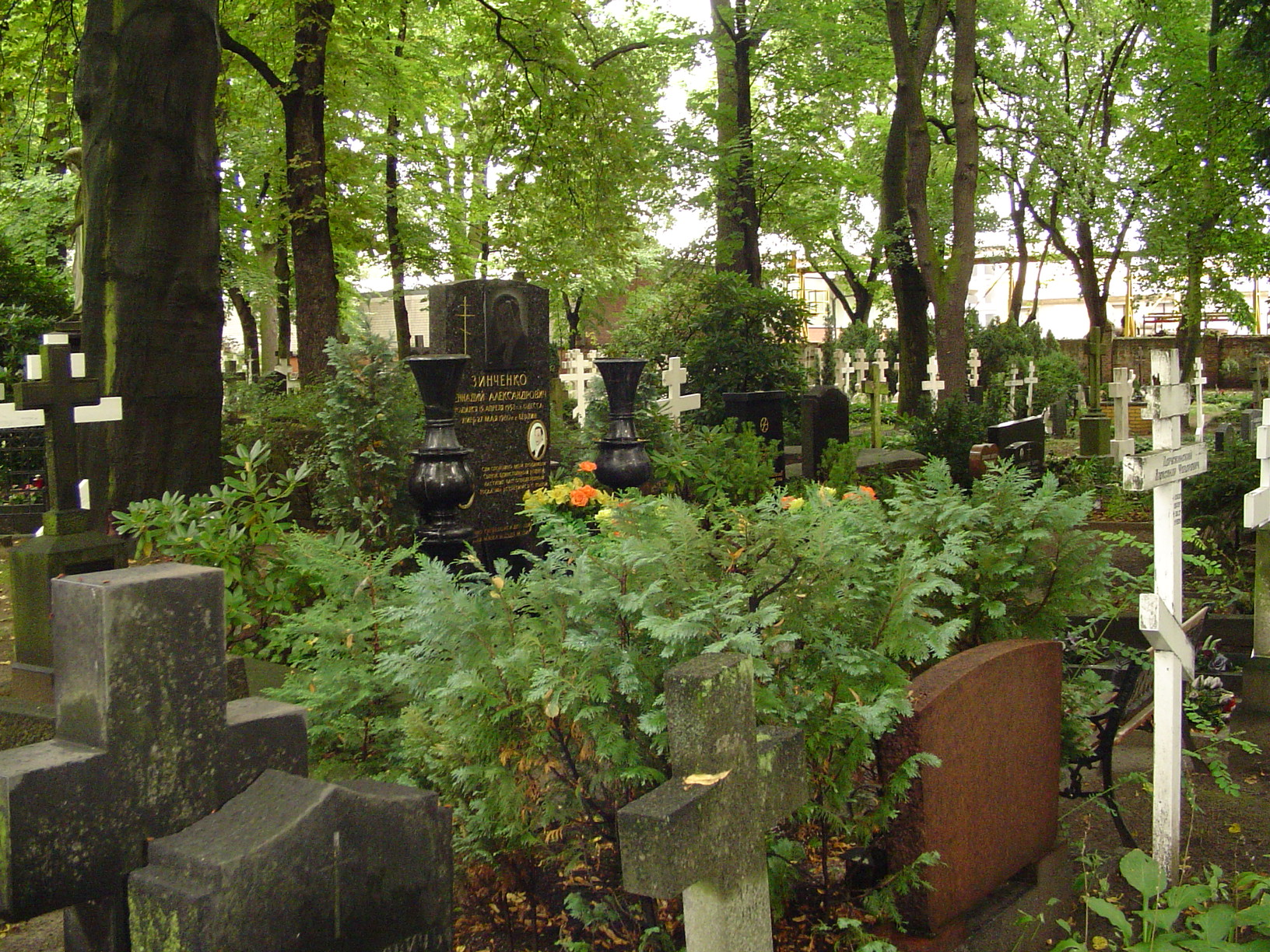
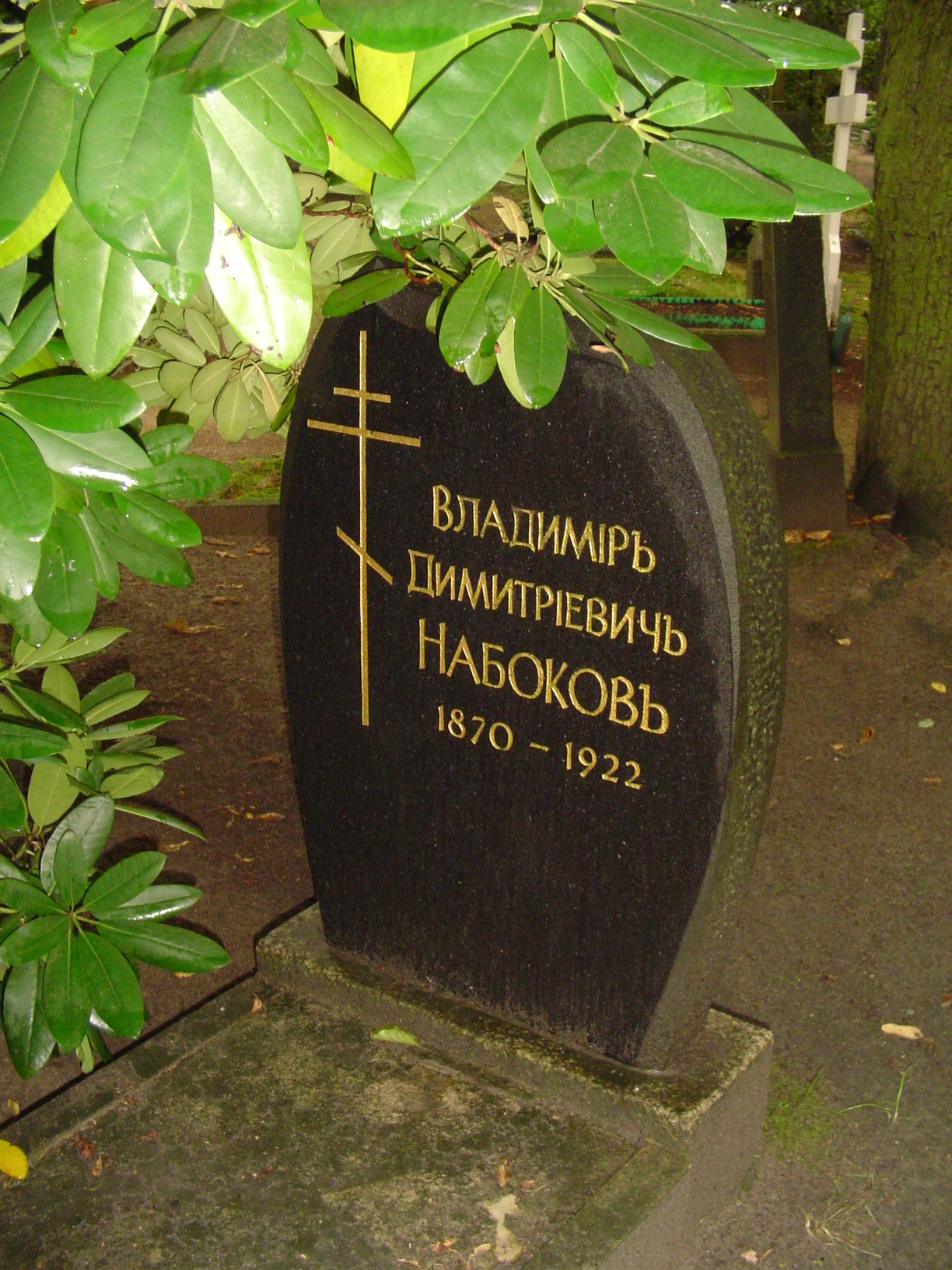
Могила В. Д. Набокова
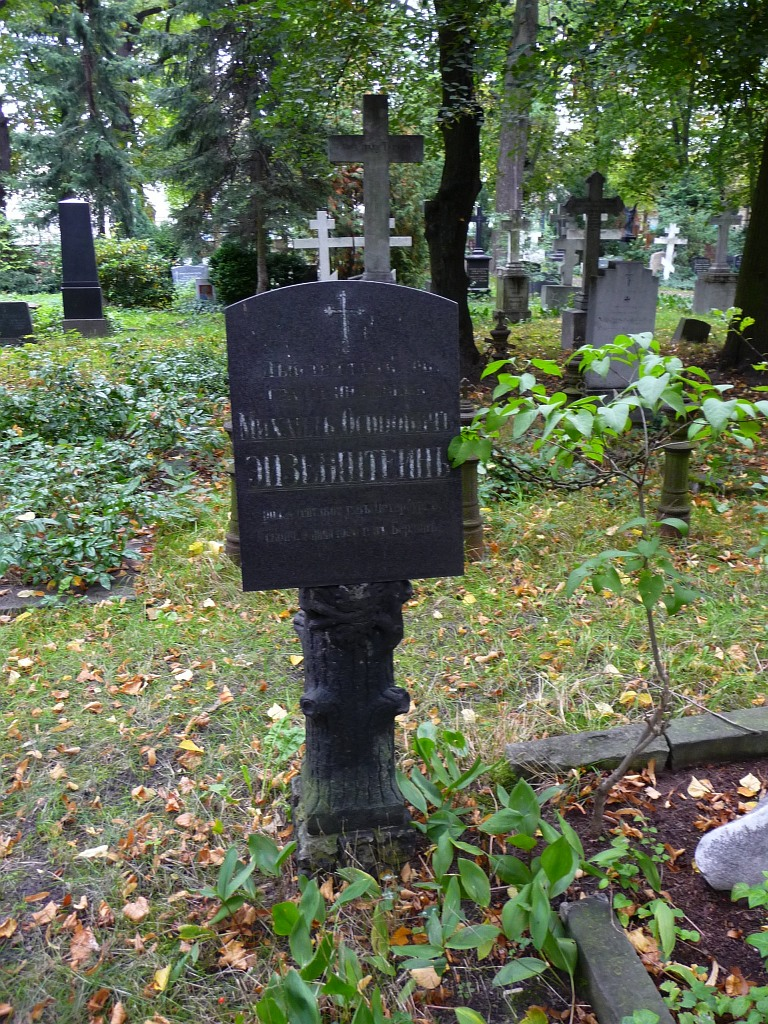
Могила М. О. Эйзенштейна
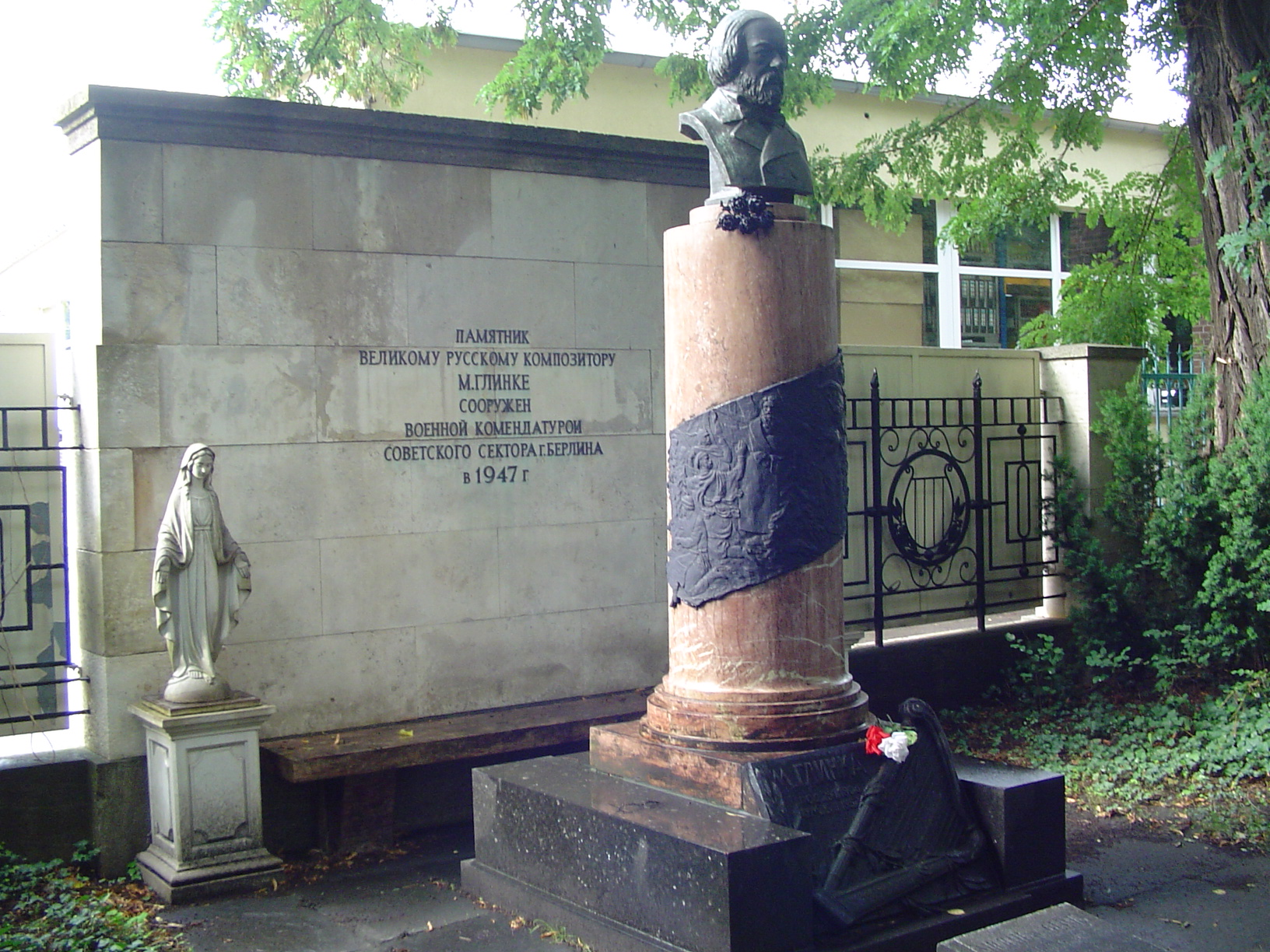
Памятник композитору М. Глинке